# موجات الحر 2021

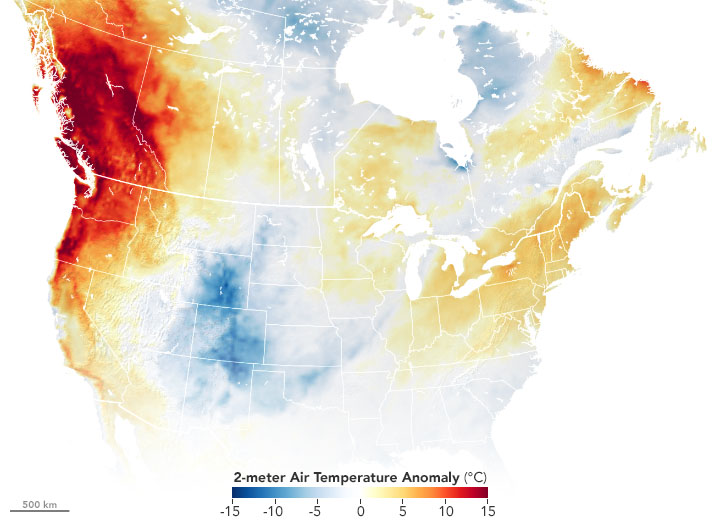
حالات التغير في درجات حرارة الهواء أثناء الموجة الحارة في أمريكا الشمالية الغربية في 2021، مقارنة بخط الأساس 2014-2020

موجات الحر 2021 في يونيو 2021 سجلت موجة حر ارتفاعًا قياسيًا في درجات الحرارة على مستوى البلاد في كندا. أدى الحدث إلى آلاف الوفيات المرتبطة بالحرارة.

## القائمة

### فبراير
في جميع أنحاء أوروبا وأجزاء من آسيا تم الإبلاغ عن درجات حرارة عالية بشكل غير معتاد في فترة أواخر الشتاء من 20 فبراير حتى 28 فبراير 2021.

### يونيو

#### أوراسيا
تعرضت أجزاء من روسيا وأوروبا الشرقية لموجة حرارة قياسية في يونيو ويوليو، حيث تجاوزت درجات الحرارة في الدائرة القطبية الشمالية 30 درجة مئوية وسجلت أعلى درجة حرارة لشهر يونيو في موسكو وسانت بطرسبرغ. ضربت درجة الحرارة 20 درجة فوق المتوسط في أوروبا الوسطى والشرقية، مع أعلى الحالات الشاذة تتركز في الدول الاسكندنافية وأجزاء من غرب روسيا بسبب تأثير القبة الحرارية. تشبه ظروف الأعاصير فوق روسيا تلك الموجودة في موجات الحرارة عام 2010 حيث كانت أجزاء من سيبيريا أعلى بمقدار 15 درجة مئوية عن المعتاد. شهدت شواطئ بحر بارنتس درجات حرارة أعلى من الشواطئ في إيطاليا وجنوب فرنسا بحوالي 25-30 درجة مئوية لعدة أيام.
في يونيو 2021 واجهت كازاخستان زيادة قياسية في درجات الحرارة في الأجزاء الغربية من البلاد وتحديداً مناطق كيزيلوردا ومانجيستاو وتركستان. ونتيجة لذلك توقعت خدمة الأرصاد الجوية الكازاخستانية حدوث جفاف شديد. بحلول 7 يوليو وصلت درجات الحرارة إلى 46.5 درجة مئوية. قبل الإعلان عن ارتفاع درجات الحرارة ظهرت صور من منطقة مانجيستاو على وسائل التواصل الاجتماعي أظهرت خيولًا هزيلة على وشك الموت. ووفقًا لوزارة الزراعة فإن سبب الوضع يعود إلى نقص المراعي في المنطقة نتيجة لعدة ظروف مناخية، وأنه سيتم تنفيذ الإجراءات لمنع المزيد من الخسائر في الثروة الحيوانية. ذكرت وكالة الخبر في 16 يونيو 2021 أن ما يقرب من 2000 رأس ماشية قد نفقت مع مطالبة المشرعين الكازاخستانيين بفرض حالة الطوارئ في منطقتي مانجيستاو وكيزيلوردا، مشيرة إلى المشاكل التي يعاني منها المزارعون الذين لم يكونوا مستعدين لإطعام الماشية بسبب تضخم تكاليفهم. في يوليو 2021 وبسبب تدهور الوضع دعا الرئيس الكازاخستاني قاسم جومارت توكاييف وزير الزراعة صبارهان عمروف إلى الاستقالة، مشيرًا إلى فشله في تقديم المساعدة للمزارعين الذين يعانون. في 13 يوليو تم فرض حالة الطوارئ في منطقة آرال في محاولة لحل النقص في الأعلاف. في زيارة إلى منطقة مانجيستاو تعهد وزير الزراعة بالإنابة إيربول قاراشوكييف بتخصيص 1.9 مليار ين من أجل خفض تكاليف علف الماشية وفرض حظر على صادراتها أيضًا.

#### شمال أمريكا
أثرت موجة حر شديدة على معظم غرب أمريكا الشمالية من أواخر يونيو حتى منتصف يوليو 2021. وجد تحليل الإسناد السريع أن هذا كان حدثًا مناخيًا لمدة 1000 عام، زاد احتمال حدوثه 150 مرة بسبب تغير المناخ. أثرت موجة الحر على شمال كاليفورنيا وأيداهو ونيفادا الغربية وأوريجون وواشنطن في الولايات المتحدة، وكذلك كولومبيا البريطانية وفي مرحلتها الأخيرة ألبرتا ومانيتوبا والأقاليم الشمالية الغربية وساسكاتشوان ويوكون وكلها في كندا. ظهرت موجة الحر بسبب سلسلة من التلال القوية بشكل استثنائي متمركزة فوق المنطقة، والتي ارتبطت قوتها بآثار تغير المناخ. نتج عن ذلك بعض أعلى درجات الحرارة المسجلة على الإطلاق في المنطقة، بما في ذلك أعلى درجة حرارة تم قياسها على الإطلاق في كندا عند 49.6 درجة مئوية (121.3 درجة فهرنهايت). العدد الدقيق للقتلى غير معروف ومتزايد. في 6 يوليو أشارت الإحصائيات الأولية الصادرة عن دائرة التحقيق في كولومبيا البريطانية إلى وقوع 610 حالة وفاة مفاجئة أكثر من المعتاد في المقاطعة وسجلت ألبرتا 66 حالة وفاة زائدة في أسبوع موجة الحر. رئيس قاضي التحقيق في كولومبيا البريطانية قال لاحقا إنه في الأسبوع بين 25 يونيو و1 يوليو تأكد وقوع 569 حالة وفاة لأسباب تتعلق بالحرارة. تشمل الوفيات المؤكدة في الولايات المتحدة ما لا يقل عن 116 في ولاية أوريغون (منها 72 في مقاطعة مولتنوماه، والتي تشمل بورتلاند)، على الأقل 112 في واشنطن ووفاة واحدة في أيداهو، على الرغم من أن التحليل الذي أجرته صحيفة نيويورك تايمز يشير إلى حدوث حوالي 600 حالة وفاة زائدة في الأسبوع الذي مرت فيه موجة الحر عبر واشنطن وأوريجون.

### يونيو
في يوليو أدت موجة الحر في أوروبا إلى درجات حرارة قياسية في المملكة المتحدة وأيرلندا.

### أغسطس
ضربت موجة حارة أمريكا الشمالية في أغسطس 2021. كانت الموجة الحارة هي الثانية في الصيف لشمال غرب المحيط الهادئ. تم إعلان حالة الطوارئ في ولاية أوريغون. أصدرت دائرة الأرصاد الجوية القومية تحذيرات من ارتفاع درجات الحرارة لمنطقة بورتلاند الحضرية (بما في ذلك فانكوفر وواشنطن) ومعظم مضيق نهر كولومبيا ووادي ويلاميت. تم افتتاح مراكز التبريد في بورتلاند. قال عالم المناخ في ولاية أوريغون إن موجة الحر «مؤشر على اتجاه مقلق».

### ديسمبر
في ديسمبر بدأت موجة حر في أوكلاهوما وكانساس ونبراسكا وولايات أخرى كسبب لتراجع التيار النفاث. في 15 ديسمبر تم ضبط درجات حرارة قياسية في دي موين في أيوا عند 74 درجة ويتشيتا كانساس عند 76 درجة وجيفرسون سيتي في ميسوري عند 79 درجة، وتوبيكا في كانساس عند 78 درجة.